# Castiarina warningensis
Castiarina warningensis es una especie de escarabajo barrenador metálico del género Castiarina, categorizada en la tribu Stigmoderini, de la subfamilia Buprestinae.

## Distribución
Se distribuye por Australasia.

## Taxonomía
Fue descrita científicamente por Barker en 1986.
Tratamiento taxonómico
La especie aparece registrada y publicada en Stigmodera (Castiarina) (Coleoptera: Buprestidae): taxonomy, new species and a checklist. Transactions of the Royal Society of South Australia 110(1):1-36. (1986).